# ラブとピースは君の中
『ラブとピースは君の中』（ラブとピースはきみのなか）は、2015年4月22日にラストラム・ミュージックエンタテインメントから発売された日本のバンド・Official髭男dismの1枚目のミニアルバム。

## 概要
バンド初の全国流通作品であり、自主制作でリリースしていた『SWEET TWEET』『愛なんだが･･･』を含む全8曲のアルバムとなった。『恋の前ならえ』以外は自主制作でリリースされていた楽曲となっているが、同じく自主制作でリリースしていた楽曲『夏模様の猫』は本作には収録されず、2020年にリリースされた『HELLO EP』に収録されている。2015年12月30日に本作の収録曲のまとめMVが公開されている。
ティザー映像には古関れんが出演している。

## 収録内容
| 全作詞・作曲: 藤原聡、全編曲: Official髭男dism。 |                      |        |            |      |
| #                                                | タイトル             | 作詞   | 作曲・編曲 | 時間 |
| 1.                                               | 「SWEET TWEET」      | 藤原聡 | 藤原聡     | 4:55 |
| 2.                                               | 「恋の前ならえ」     | 藤原聡 | 藤原聡     | 3:29 |
| 3.                                               | 「夕暮れ沿い」       | 藤原聡 | 藤原聡     | 4:06 |
| 4.                                               | 「雪急く朝が来る」   | 藤原聡 | 藤原聡     | 3:17 |
| 5.                                               | 「始発が導く幸福論」 | 藤原聡 | 藤原聡     | 4:58 |
| 6.                                               | 「愛なんだが･･･」    | 藤原聡 | 藤原聡     | 4:19 |
| 7.                                               | 「parade」           | 藤原聡 | 藤原聡     | 4:40 |
| 8.                                               | 「ダーリン。」       | 藤原聡 | 藤原聡     | 5:14 |
| 合計時間:                                        | 合計時間:            | 34:58  |            |      |